# DAD
|  | Per a altres significats, vegeu «Aeroport Internacional de Da Nang». |

DAD (‘Justícia’), coneguda en àrab com al-Munàddhama al-Kurdiyya li-d-Difà an Huquq al-Insan wa-l-Hurriyat fi Súriya (‘Organització Kurda per la Defensa dels Drets Humans i les Llibertats Fonamentals a Síria’), és una de les tres organitzacions kurdes de drets humans de Síria. El president és Radeef Mustafa. La seva legalització fou denegada per les autoritats que no van ni acceptar els papers.